# Ateneo Obrero de Badalona
El Ateneo Obrero de Badalona va ser una publicació de l'Ateneu Obrer de Badalona creada l'any 1888 amb articles de temàtica cultural i informació sobre les activitats de l'entitat. A causa dels vaivens del moviment obrer a la ciutat, tant l'ateneu com la publicació van anar de baixa fins a la seva desaparició el 1935.
El periòdic, publicat a partir de juliol de 1888, va ser produït per l'Ateneu Obrer de Badalona, que va ser fundat per Albert Ferrer el 1884. La publicació, de caràcter mensual, va patir els vaivens de l'entitat al llarg de la seva història. Els ideals de l'entitat hi van quedar marcats, el seu objectiu era representar els ideals de la moralitat i la instrucció i mantenir la neutralitat en l'àmbit polític i religiós.
L'Ateneu Obrer va ser un dels principals focus culturals de Badalona a la fi del segle xix. No obstant això, al llarg del segle XX fins a la Guerra Civil Espanyola, l'agreujament de la lluita de classes i la presència de les doctrines revolucionàries dels anarcosindicalistes de la CNT i d'elements de la FAI en una ciutat tan industrial com Badalona, va ser la causa que, amb el pas del temps, l'Ateneu tingués una vida cada vegada més lànguida, i amb ella la seva publicació. A més, és fàcilment comprensible aquesta situació, car una font important eren els ingressos de les subvencions i aportacions de les classes acomodades de la població.
Van aparèixer un total de 285 números. Pel que fa a les seves característiques, a partir de 1896 les primeres i últimes pàgines van ser de color diferent a les interiors, la capçalera il·lustrada va tenir motius diferents i en els primers números es va inserir el sumari del número en qüestió; la seva publicitat va ser d'un percentatge molt variable, generalment entre el 10 i el 35%, llur quantitat acabava condicionant el número. El darrer número vist va ser l'any 1935, possiblement el darrer en ser publicat, segons García Pons.
La temàtica dels articles va ser de caràcter cultural i amb notes referents a la mateixa entitat, sobre les existències de llibres i periòdics a la seva biblioteca, els horaris de les seves classes, els resultats dels exàmens, l'estat de comptes, entre altres aspectes relacionats amb l'ateneu. En tot cas, l'entitat va decidir no tractar aspectes relacionats amb la vida pública. Va tenir nombrosos col·laboradors, entre els quals destaquen Pere Renom i Riera, Antoni Bori i Fontestà o Josefa Codina Umbert.